# قلعه شانشین خرمالوچال
قلعه شانشین خرمالوچال مربوط به سده‌های میانه دوران‌های تاریخی پس از اسلام است و در شهرستان گرگان، بخش مرکزی، روستای نوچمن واقع شده و این اثر در تاریخ ۷ مرداد ۱۳۸۲ با شمارهٔ ثبت ۹۳۲۴ به‌عنوان یکی از آثار ملی ایران به ثبت رسیده است.